# Fadrí (peix)

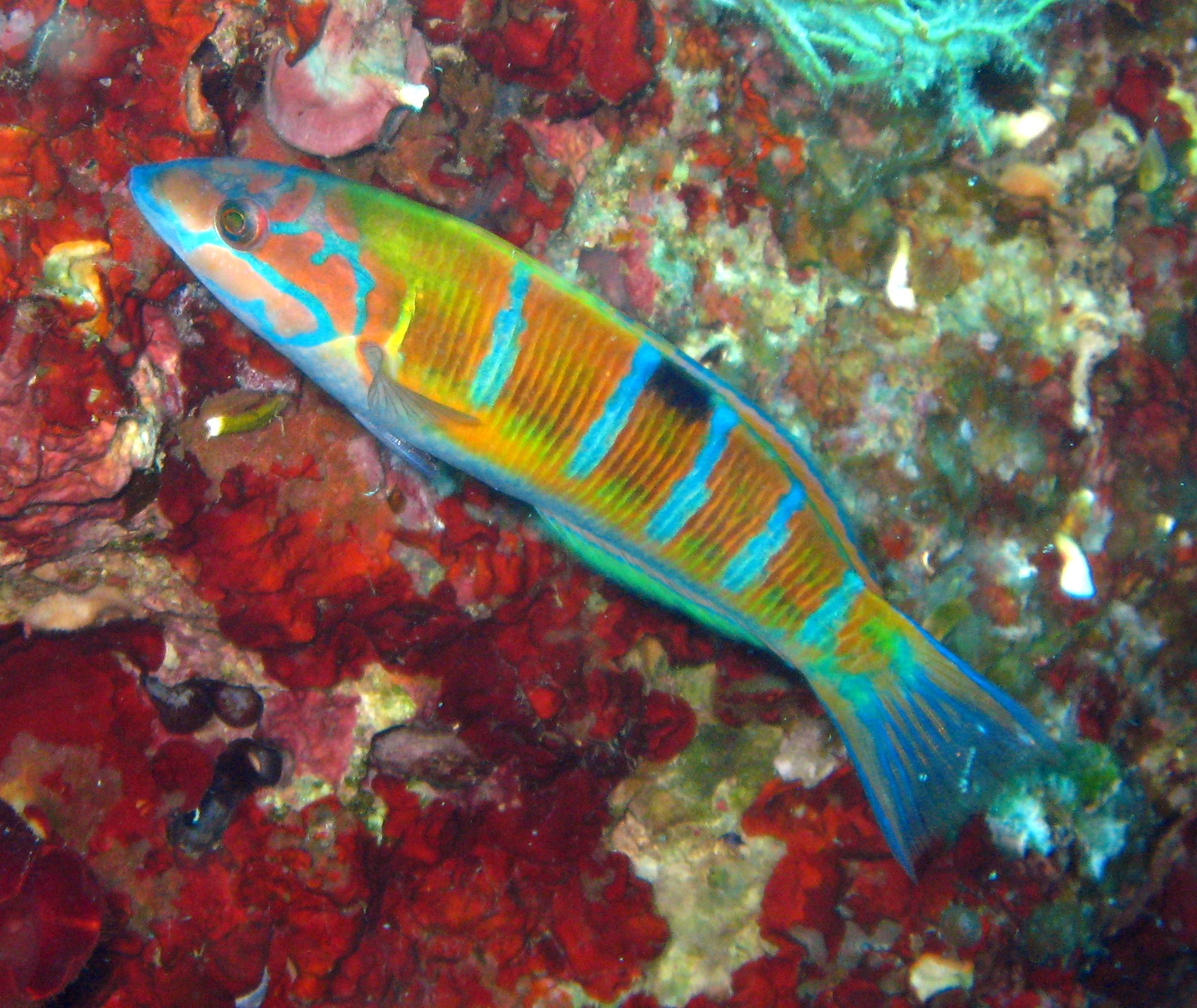
Femella

El fadrí, la donzella, la guiula, el ministre, la senyoreta (vit d'en Gaona a Menorca, nyucla a Eivissa i junclà a Menorca, tots dos corrupcions de joglar) (Thalassoma pavo) és una espècie de peix teleosti de la família dels làbrids i de l'ordre dels perciformes.

## Morfologia
- Els mascles poden assolir els 25 cm de longitud total.
- El cos és fusiforme, comprimit lateralment i cobert de ratlles transversals ondulades.
- El cap és petit i agut, més ample que el cos.
- La boca és petita amb canins.
- Té una aleta dorsal llarga. L'anal també és llarga. La caudal té, en els mascles, els extrems dels lòbuls punxeguts.
- La coloració és variable (violeta, verd, groc, blau, taronja). En el cap apareixen línies blaves i té una taca negra a l'esquena.
- Tenen dimorfisme sexual: el mascle és de color verd sobre un fons marró groc i presenta una taca negra i una banda transversal a la part anterior del cos. Les femelles presenten línies verticals verdes i marrons.[1]

## Reproducció
És hermafrodita proterogínic: les femelles passen a mascles. La reproducció es fa en els mesos d'estiu d'una forma semblant a la de la donzella (Coris julis). Els ous són pelàgics.

## Alimentació
És carnívor. Menja mol·luscs, crustacis i equinoderms.

## Hàbitat
És molt litoral: viu a costes rocalloses fins als 20 m en petits grups.

## Distribució geogràfica
Es troba a l'Atlàntic oriental (des de Portugal fins al Gabon, incloent-hi Açores, Madeira, Canàries, São Tomé i Annobón) i la zona meridional de la mar Mediterrània occidental (és rar a les costes occitanes, encara que cada vegada hi és més abundant, segurament a causa de l'escalfament global del planeta).

## Costums
- És molt actiu de dia i és capaç de resistir l'embat de les ones a poca profunditat quan fa temporal. Els mascles són territorials, sobretot a l'època reproductora. De nit s'enterra a la sorra.[5]